# Hoogovenstoernooi 1973
Het Hoogovenstoernooi 1973 was een schaaktoernooi dat plaatsvond in het Nederlandse Wijk aan Zee. Het werd gewonnen door Michail Tal.

## Eindstand
| Nr.    | Speler              | Punten |
| ------ | ------------------- | ------ |
| Goud   | Michail Tal         | 10½    |
| Zilver | Joeri Balashov      | 10     |
| Brons  | Jevgeni Vasiukov    | 9      |
| 4      | Vlastimil Hort      | 8½     |
| 4      | Albin Planinc       | 8½     |
| 6      | Bert Enklaar        | 8      |
| 6      | Zoltán Ribli        | 8      |
| 6      | Ljubomir Ljubojević | 8      |
| 6      | Ulf Andersson       | 8      |
| 10     | László Szabó        | 7½     |
| 10     | Miguel Najdorf      | 7½     |
| 12     | Kick Langeweg       | 6½     |
| 13     | Johannes Donner     | 6      |
| 13     | Coen Zuidema        | 6      |
| 15     | Hans Ree            | 5      |
| 16     | Robert Hartoch      | 3      |